# PEC in het seizoen 1914/15
Het seizoen 1914/1915 was het 5e jaar in het bestaan van de Zwolse voetbalclub PEC. De club kwam uit in de Noodcompetitie afdeling C en nam ook deel aan het toernooi om de KNVB beker.

## Wedstrijdstatistieken

### Noodcompetitie afdeling C
| Z.A.C.                                              |                |                                                 |                |
|                                                     | PEC            | 1 – 3 (? – ?)                                   | Z.A.C.         |
| 6 december 1914 Plaats: Zwolle Het Bleekien         |                |                                                 |                |
|                                                     | Z.A.C.         | 5 – 2 (2 – 1)                                   | PEC            |
| 14 februari 1915 Plaats: Zwolle Sportpark Veerallee | 20'            | Overgespeeld, eerste wedstrijd geëindigd in 0-1 | 65'            |
| H.V.C.                                              |                |                                                 |                |
|                                                     | PEC            | 2 – 7 (? – ?)                                   | H.V.C.         |
| 11 oktober 1914 Plaats: Zwolle Het Bleekien         |                |                                                 |                |
|                                                     | H.V.C.         | 2 – 0 (1 – 0)                                   | PEC            |
| 28 februari 1915 Plaats: Amersfoort Sportpark HVC   | Brits (pen)    |                                                 |                |
| A.F.C. Quick                                        |                |                                                 |                |
|                                                     | PEC            | 5 – 0                                           | AFC Quick 1890 |
| 9 mei 1915 Plaats: Zwolle Het Bleekien              |                | Reglementaire overwinning                       |                |
|                                                     | AFC Quick 1890 | 5 – 0                                           | PEC            |
| 18 oktober 1914 Plaats: Amersfoort Sportpark Quick  |                | Reglementaire overwinning                       |                |
| Daventria                                           |                |                                                 |                |
|                                                     | PEC            | 2 – 1 (? – ?)                                   | VV Daventria   |
| 8 november 1914 Plaats: Zwolle Het Bleekien         |                |                                                 |                |
|                                                     | VV Daventria   | 4 – 0 (3 – 0)                                   | PEC            |
| 23 mei 1915 Plaats: Deventer Sportpark Daventria    |                |                                                 |                |

### NVB beker
| 1e ronde                                          | Be Quick 1887                          | 4 – 1 (3 – 0) | P.E.C. |
| 28 maart 1915 Plaats: Groningen Stadion Esserberg | Jaap Bulder Evert Jan Bulder Versteegh |               |        |

## Statistieken PEC 1914/1915

### Eindstand PEC in de Nederlandse Tweede Klasse 1914 / 1915
| Stand | Gespeeld | Gewonnen | Gelijk | Verloren | Punten | Doelpunten voor | Doelpunten tegen |
| ----- | -------- | -------- | ------ | -------- | ------ | --------------- | ---------------- |
| 5e    | 8        | 2        | 0      | 6        | 4      | 12              | 27               |

### Punten per tegenstander
|       | Z.A.C. | H.V.C. | A.F.C. Quick | Daventria |
| ----- | ------ | ------ | ------------ | --------- |
| Thuis | 0      | 0      | 2            | 2         |
| Uit   | 0      | 0      | 0            | 0         |

### Doelpunten per tegenstander
|       | Z.A.C. | H.V.C. | A.F.C. Quick | Daventria | Totaal |
| ----- | ------ | ------ | ------------ | --------- | ------ |
| Thuis | 1      | 2      | 5            | 2         | 10     |
| Uit   | 2      | 0      | 0            | 0         | 2      |
|       |        |        |              |           | 12     |